# 美国空中交通管制员工会
空中交通管制员工会（Professional Air Traffic Controllers Organization，簡稱PATCO）是一個美國工會，成立於1968年，1981年因組織非法罷工而遭到雷根政府鎮壓，最後該工會被解散。

## 開端
| 年份      | 空中交通管制员工会主席         |
| --------- | ------------------------------ |
| 1969–1970 | 詹姆斯·E·海斯（James E. Hays） |
| 1970–1980 | 约翰·F·莱登（John F. Leyden）  |
| 1980–1982 | 罗伯特·E·波利                  |
| 1982      | 加里·W·艾兹（Gary W. Eads）    |

PATCO成立於1968年，該工會成立時得到律师兼飞行员F·李·贝利的協助。
1969年，美國公務員事務委員會裁定PATCO不是一個專業協會，它實際上是一個工會。
1970年3月25日，工會認為美国联邦航空管理局對航空管制员不公，於是策劃一批員工集體請病假，實際上就是罷工。美國各地有超過2,000名航空管制员以請病假為由拒絕上班。這些員工的領導只好親自幹活，但美國各地依然有許多航班延誤。4月16日，聯邦法院介入，法院要求請病假的員工要返崗工。許多美國官員意識到，航空交通管制系統幾乎是在滿負荷運行。為了緩解這種情況，位於俄克拉何馬市的航空管制员培訓學院被重開，而且招聘航空管制员的速度也逐漸加快，為了留住員工，美国联邦航空管理局開始提高他們的薪資。
1980年美国总统选举期間，PATCO沒有選擇支持吉米·卡特總統，而是支持共和黨的總統候選人罗纳德·里根。由於卡特政府時期PATCO與美国联邦航空管理局（PATCO成員的雇主）的關係逐漸變差，PATCO決定不再支持民主黨 ，另外羅納德·里根在競選期間表示支持PATCO。
在總統競選期間，里根給PATCO的新主席羅伯特·E·波利發了一封信，在信中他表示支持PATCO的要求。他在信中表示：“我將採取必要的措施，為我們的航空管制员提供最好的設備，”以及“我向您保證，我的政府將與您密切合作。” 羅伯特·E·波利和PATCO對此非常滿意，導致之後他們在與美国联邦航空管理局談判時高估了自己的籌碼，從而讓他們最終選擇罷工。

## 1981年8月罢工
1981年2月，PATCO和美国联邦航空管理局就員工合同開啟新一輪談判。出於安全擔憂，PATCO要求每週工作32小時，所有航空管制员的薪資增加10,000美元，以及获得更好的退休福利。談判很快陷入停滯。6月，美国联邦航空管理局提出了一份新的為期三年的合同，其中包括1.05億美元的提前加薪，以及未來三年加薪幅度達到11.4%，漲幅是其他聯邦員工工資漲幅的兩倍多，原本美國聯邦普通航空管制员的平均工資為36,613美元，比私營部門同行工資低18%，如果加薪承諾兌現，美國聯邦航空管制员平均工資將比私營部門的同行工資還要高8%，並且美国联邦航空管理局提出的新合同還包括更好的福利和更短的最高工時。然而由於美国联邦航空管理局提出的新合同不包括更短的每週工作時間以及提早退休，PATCO拒絕新合同。
1981年8月3日上午7點，工會宣布罷工，他們要求改善工作條件，提高工資（PATCO要求在三年內總共加薪6億美元，而美国联邦航空管理局提議加薪4,000萬美元），以及每週工作32小時。另外此次罷工違法，因為工會違反了美国法典第五章（Supp. III 1956）118p（現在調整為美国法典第五章§ 7311），該法禁止聯邦政府僱員罷工。儘管罗纳德·里根總統在1980年總統競選期間表示支持PATCO，但此時他宣布PATCO的罷工對國家安全構成威脅，他還根據塔夫特-哈特利法案要求他們立即返崗工作。近13,000名中只有1,300名航空管制员返崗工作。上午10:55，罗纳德·里根總統表示自己不會參與針對美國政府或其任何機構的罷工，而且他在美國政府或其任何機構任職期間也從未參加過罷工。然後他要求未返崗工作的罷工人員必須在48小時內返崗工作，否則他們會被解僱。
同時聯邦法院也命令工會結束罷工並要求員工恢復工作，不過PATCO拒絕服從。一位聯邦法官判定包括PATCO主席羅伯特·E·波利在內的工會領袖藐視法庭，工會被罰款10萬美元，法院還要求某些工會成員每天要支付1,000美元的罰款，直到工會成員停止罷工。同時交通部長德魯·路易斯準備好替代方案並啟動應急計劃，結果政府大幅削减航班（約7,000次），在應急計劃剛開始時，只有原先航班數量的50%得以保留。
1981年8月5日，由於PATCO的成員拒絕返回工作，里根政府解雇了11,345名拒絕返崗工作的航空管制员，而且還要求聯邦政府永不錄用他們。在罷工和大規模解雇之後，美国联邦航空管理局面臨了一項艱巨的任務，即為了要替代被解雇的人，美国联邦航空管理局必須要立即招聘以及培訓足夠多的航空管制员。在正常情況下，培訓新的航空管制员需要花費三年的時間。在新員工上崗之前，空缺的職位暫時由其他崗位的人來填補。1981年10月22日，聯邦勞工關係管理局宣佈不再承認PATCO。PATCO決定上訴，PATCO還試圖通過法律途徑要求法院宣佈解雇令無效，但PATCO的訴求均以失敗告終。
美国联邦航空管理局最初聲稱將在兩年內恢復過往的航空管制员規模；然而實際上花了接近10年的時間，航空管制员規模才恢復到正常水平。
1986年，一些之前參與罷工並被解僱的航空管制员又被重新錄用；他們又重新組建了組織（國家空中交通控制員協會），該組織於1987年6月19日獲得承認，而且與PATCO無關。1993年8月12日，比尔·克林顿總統撤銷了聯邦政府永不錄用拒絕返崗的罷工者的禁令。然而直到2006年，只有850名前PATCO罷工參與者被美国联邦航空管理局重新雇用。

## 影響
受到里根解雇航空管制员的影響，許多大企業在遇到劳资争议時不優先選擇談判，而是選擇解僱罷工者並聘用其他人員。1970年，美國有超過380次大罷工，1980年，這一數字降至200次以下，1999年，這一數字降至17次，2010年，美國只有11次大規模罷工。